# Odenthal
Odenthal è un comune di 15 063 abitanti della Renania Settentrionale-Vestfalia, in Germania.
Appartiene al distretto governativo (Regierungsbezirk) di Colonia, nel circondario del Reno-Berg.